# Königsberg (könnyűcirkáló)
A Königsberg K osztályú német könnyűcirkáló volt, mely a Reichsmarine, majd a Kriegsmarine szolgálatában állt. Testvérhajói a Köln és a Karlsruhe voltak.
Az 1930-as évek számos külföldi látogatása után, a Königsberget Spanyolország partjaihoz vezényelték, a spanyol polgárháború miatt, 1936 novemberétől 1937 januárjáig. A hajó, felépítése miatt, alkalmatlan volt a teherhajók elleni rajtaütésekre és a partoktól távoli hadműveletekre. Mikor 1939 szeptemberében kitört a második világháború, a Königsberget a Balti-tengerre küldték, ahol kiképzőhajóként teljesített szolgálatot, de gyakran használták aknatelepítési feladatokra is az Északi-tengeren.
1940 áprilisában a Königsberg is részt vett a Norvégia elleni támadásban, avagy a Weserübung hadműveletben. A hadművelet során csapatokat szállított Wilhelmshavenből a norvégiai Bergenbe, csakúgy mint testvérhajója, a Köln, valamint a Bremse nevű tüzérségi kiképzőhajó és további két torpedónaszád, a Wolf és a Leopard. 1940. április 9-én a norvég parti lövegek megrongálták a Königsberget és a Bremsét, amelynek következtében a két hajónak a norvég kikötőkben kellett maradnia, míg a többi hajó visszatért Németországba. A következő napon, a brit Tengerészeti Légi Haderő (Fleet Air Arm) 16 Blackburn Skua típusú zuhanóbombázója megtámadta a Königsberget. A támadás során a Königsberget három találat érte. A Orkney-szigeteki Hatstonból induló brit bombázók közül 7 darab a 800. Tengerészeti Repülőszázadhoz (800 Naval Air Squadron), 9 pedig a 803. Tengerészeti Repülőszázadhoz (803 Naval Air Squadron) tartozott. A támadás következtében a hajó felborult, majd elsüllyedt a bergeni kikötőben.
1942. július 17-én a roncsot kiemelték és miután 1943 márciusában felállították, az U-Bootok mólójaként szolgált. A hajó roncsa 1944. szeptember 22-én ismét felborult. A háború után a Königsberget Bergenben szétbontották.

## Parancsnokok
- Wolf von Trotha – 1929. április 17. – 1929. június 24.
- Robert Withoeft-Emden – 1929. június 24. – 1929. szeptember 2. (helyettes)
- Robert Withoeft Emden – 1929. szeptember 2. – 1930. szeptember 27.
- Hermann Densch – 1930. szeptember 27. – 1932. szeptember 25.
- Otto von Schrader – 1932. szeptember 25. – 1934. szeptember 25.
- Hubert Schmundt – 1934. szeptember 25. – 1935. szeptember 27.
- Theodor Paul – 1935. szeptember 27. – 1937. február 16.
- Robin Schall-Emden – 1937. február 16. – 1938. november 2.
- Ernst Scheurlen – 1938. november 2. – 1939. június 27.
- Kurt Caesar Hoffmann – 1939. június 27. – 1939. szeptember 14.
- Heinrich Ruhfus – 1939. szeptember 14. – 1940. április 10.

## Külső hivatkozások
- Német Tengerészet Történelme – A Königsberg könnyűcirkáló (angol)